# Medelhavsspelen 2005
Medelhavsspelen 2005 anordnades i Almería, Spanien under perioden 24 juni–3 juli 2005 och var de 15:e Medelhavsspelen i ordningen. Deltagare från 21 länder deltog i tävlingarna, som omfattade 27 olika idrottstävlingar.

## Sporter
| Artistisk gymnastik Basket Beachvolleyboll Bordtennis Bowls Boxning | Brottning Bågskytte Cykling Fotboll Friidrott Fäktning | Golf Handboll Judo Kanotsport Karate Ridsport | Rodd Rytmisk gymnastik Segling Simning Skytte Tennis | Tyngdlyftning Vattenpolo Volleyboll |

## Medaljer
| Position | Land                | Guld | Silver | Brons | Medaljer totalt |
| -------- | ------------------- | ---- | ------ | ----- | --------------- |
| 1.       | Italien             | 57   | 40     | 56    | 153             |
| 2.       | Frankrike           | 56   | 51     | 46    | 153             |
| 3.       | Spanien             | 45   | 59     | 48    | 152             |
| 4.       | Turkiet             | 20   | 24     | 29    | 73              |
| 5.       | Egypten             | 15   | 10     | 18    | 43              |
| 6.       | Grekland            | 13   | 15     | 31    | 59              |
| 7.       | Tunisien            | 13   | 7      | 15    | 35              |
| 8.       | Slovenien           | 10   | 8      | 18    | 36              |
| 9.       | Algeriet            | 9    | 5      | 11    | 25              |
| 10.      | Serbien-Montenegro  | 8    | 9      | 14    | 31              |
| 11.      | Kroatien            | 5    | 10     | 11    | 26              |
| 12.      | Marocko             | 3    | 6      | 3     | 12              |
| 13.      | Syrien              | 1    | 5      | 5     | 11              |
| 14.      | Cypern              | 1    | 4      | 2     | 7               |
| 15.      | Bosnien-Hercegovina | 1    | 2      | 3     | 6               |
| 16.      | Libyen              | 1    | 0      | 1     | 2               |
| 17.      | Albanien            | 0    | 2      | 4     | 6               |
| 18.      | San Marino          | 0    | 1      | 0     | 1               |
| 19.      | Malta               | 0    | 0      | 1     | 1               |

## Resultat, friidrott
| Herrar 100 m 1. Matic Osovnikar , Slovenien – 10,35 2. Lueyi Dovy, Frankrike – 10,40 3. Marco Torrieri, Italien – 10, 46 200 m 1. Matic Osovnikar, Slovenien – 20,75 2. Alessandro Attene, Italien – 20,97 3. Josip Šoprek, Kroatien – 21,02 400 m 1. Sifiène Labidi, Tunisien – 45,60 2. Željko Vincek, Kroatien – 45,90 3. Ridha Ghali, Tunisien – 45,95 800 m 1. Antonio Manuel Reina, Spanien – 1.47,03 2. Eugenio Barrios, Spanien – 1.47,36 3. Amine Laalou, Marocko – 1.47,58 1 500 m 1. Arturo Casado, Spanien – 3.45,61 2. Adil Kaouch, Marocko – 3.45,78 3. Christian Obrist, Italien – 3.45,88 5 000 m 1. Ali Saidi Sief, Algeriet – 13.29,94 2. Hicham Bellani, Marocko – 13.30,35 3. Khoudir Aggoune, Algeriet – 13.30,54 10 000 m 1. Mohamed Amine, Marocko – 29.13,05 2. Carlos Castillejo, Spanien – 29.13,91 3. El Hassan Lahssini, Frankrike – 29.15,86 Halvmaraton 1. Said Belhout, Algeriet – 1:05.01 2. Abdelkebir Lamachi, Marocko – 1:05.05 3. José Manuel Martínez, Spanien – 1:05.12 110 m häck 1. Felipe Vivancos, Spanien – 13,53 2. Andrea Giaconi, Italien – 13,69 3. Jurica Garbušic, Kroatien – 13,73 400 m häck 1. Gianni Carabelli, Italien – 49,32 2. Laurent Ottoz, Italien – 49,41 3. Platon Gavelas, Grekland – 49,99 Höjdhopp 1. Kyriakos Ioannou , Cypern – 2,24 2. Iouannis Konstantinou, Cypern – 2,21 3. Grégory Gabella, Frankrike – 2,21 Längdhopp 1. Salim Sdiri, Frankrike – 8,05 2. Issam Nima, Algeriet - 7,92 3. Asterios Nousios, Grekland – 7,91 Stavhopp 1. Konstantinis Filippidis, Grekland – 5,60 2. Pierre-Charles Peuf, Frankrike – 5,55 3. Jérôme Clavier, Frankrike – 5,55 Trestegshopp 1. Christos Meletoglu, Grekland – 17,09 2. Tarik Bougtaib, Marocko – 17,00 3. Sébastien Pincemail, Frankrike – 16,73 Kulstötning 1. Edis Elkasevic, Kroatien – 20,26 2. Manuel Martínez, Spanien – 19,97 3. Hamza Alic, Bosnien och Hercegovina – 19,49 Diskuskastning 1. Mario Pestano, Spanien – 63,96 2. Igor Primc, Slovenien – 59,27 3. Ercüment Olgundeniz, Turkiet – 59,16 Släggkastning 1. Esref Apak, Turkiet – 77,88 2. Alexandros Papadimitrou, Grekland – 75,57 3. Nicolas Figère, Frankrike – 75,30 Spjutkastning 1. Vitolio Tipotio, Frankrike – 75,20 2. Francesco Pignata, Italien – 74,51 3. Firas Saal Al-Mohammed, Syrien – 73,49 Tiokamp 1. Romain Barras, Frankrike – 8 127 p 2. Rudy Bourguignon, Frankrike – 7 886 p 3. Hamdi Dhoubi, Tunisien – 7 847 p Stafett 4 x 100 m 1. Italien – 39,13 2. Frankrike – 39,49 3. Slovenien – 39,57 Stafett 4 x 400 m 1. Spanien – 3.03,65 2. Frankrike – 3.04,84 3. Tunisien – 3.06,13 20 km gång 1. Francisco Fernández, Spanien – 1:22.45 2. Juan Manuel Molina, Spanien – 1:24.11 3. Michele Dodoni, Italien – 1:26.06 1 500 m rullstol 1. Eric Teurnier, Frankrike – 3.23,71 2. Roger Puigbó, Spanien – 3.24,16 3. Maamar Rachif, Algeriet – 3.27,28 3 000 m hinder 1. Brahim Boulami, Marocko – 8.15,15 2. Antonio Jiménez, Spanien – 8.24,47 3. Gaël Pencréache, Frankrike – 8.25,82 | Damer 100 m 1. Véronique Mang, Frankrike – 11,44 2. Sylviane Félix, Frankrike – 11,46 3. Vukosava Djapic, Serbien – 11,58 200 m 1. Alenka Bikar, Slovenien – 23,65 2. Lina Jacques-Sébastien, Frankrike – 23,75 3. Fabé Dia, Frankrike – 23,78 400 m 1. Dimitra Dova, Grekland – 52,67 2. Phara Anacharsis, Frankrike – 52,70 3. Klodiana Shala, Albanien – 53,23 800 m 1. Laetitia Valdonado, Frankrike – 2.01,71 2. Elisabeth Grousselle, Frankrike – 2.02,47 3. Binnaz Uslu, Turkiet – 2.02,68 1 500 m 1. Fatma Lanouar, Tunisien – 4.10,77 2. Sonja Stolic, Serbien – 4.10,92 3. Nuría Fernández, Spanien – 4.11,20 5 000 m 1. Margaret Maury, Frankrike – 15.22,59 2. Azmae Leghzaoui, Marocko – 15.23,30 3. Silvia Weissteiner, Italien – 15.28,55 10 000 m 1. Souad Aït Salem, Algeriet – 32.55,48 2. Azmae Leghzaoui, Marocko – 32.59,24 3. Olivera Jevtic, Serbien – 33.30,34 Halvmaraton 1. Zhor El Kamch, Marocko – 1:13.50 2. Rosaria Console, Italien – 1:15.40 3. Olivera Jevtic, Serbien – 1:16.32 100 m häck 1. Glory Alozie , Spanien – 12,90 2. Adrianna Lamalle, Italien – 12,99 3. Flora Rentoumi, Grekland – 13,16 400 m häck 1. Benedetta Ceccarelli, Italien – 55,76 2. Cora Olivera, Spanien – 55,85 3. Monika Niederstätter, Italien – 56,38 Höjdhopp 1. Ruth Beitía, Spanien – 1,95 2. Melanie Skotnik, Frankrike – 1,95 3. Marta Mendía, Spanien – 1,89 Längdhopp 1. Fiona May , Italien – 6,64 2. Niurka Montalvo, Spanien – 6,55 3. Concepción Montaner, Spanien – 6,49 Stavhopp 1. Vanessa Boslak, Frankrike – 4,40 2. Anna Fitidou, Cypern – 4,25 3. Afroditi Skafida, Grekland – 4,15 Trestegshopp 1. Baya Rahouli, Algeriet – 14,98 2. Carlota Castrejana, Spanien – 14,60 3. Chrysopigi Devetzi, Grakland – 14,33 Kulstötning 1. Cristiana Checchi, Italien – 18,59 2. Laurence Manfrédi, Frankrike – 17,47 3. Chiara Rosa, Italien – 17,34 Diskuskastning 1. Dragana Tomaševic, Serbien – 62,10 2. Laura Bordignon, Italien – 57,98 3. Vera Begic, Kroatien – 56,53 Släggkastning 1. Ester Balassini, Italien – 71,17 2. Clarissa Claretti, Italien – 69,24 3. Alexandra Papageorgiou, Grekland – 67,13 Spjutkastning 1. Angelíki Tsiolakoudi, Grekland – 62,61 2. Zahra Bani, Italien – 62,36 3. Mercedes Chilla, Spanien – 57,69 Sjukamp 1. Marie Collonvillé, Frankrike – 6 017 p 2. Argyro Strataki, Grekland – 5 943 p 3. Anzjela Atrosjenko, Turkiet – 5 870 p Stafett 4 x 100 m 1. Frankrike – 43,75 2. Spanien – 44,47 3. Italien – 45,18 Stafett 4 x 400 m 1. Spanien – 3.31,45 2. Frankrike – 3.31,86 3. Turkiet – 3.40,75 20 km gång 1. Elisa Rigaudo, Italien – 1:32.44 2. Maria Vasco, Spanien – 1:34.28 3. Beatriz Pascual, Spanien – 1:36.27 800 m rullstol 1. Samira Berri, Tunisien – 2.00,16 2. Messaouda Sifi, Tunisien – 2.02,58 3. Cristina Sanna, Italien – 2.07,42 |